# 哲学无政府主义
哲学无政府主义（英語：Philosophical anarchism）是一种专注于对权威，尤其是政治权力及政府合法性进行智力批判的无政府主义思想流派。美国无政府主义者和社会主义者本杰明·塔克创造了“哲学无政府主义”这一术语，以将和平的进化无政府主义与革命性的变体区分开来。虽然哲学无政府主义并不一定意味着任何行动或消除权威的愿望，但哲学无政府主义者并不认为他们有义务服从任何权威，反之亦然，他们也不认为国家或任何个人有权发号施令。哲学无政府主义是个人无政府主义的一个分支。
学者迈克尔·弗里登将个人主义无政府主义分为四大类。他认为第一类是与威廉·戈德温相关的类型，提倡通过“包括善待他人在内的进步理性主义”实现自我治理。第二类是利己主义，最常与马克斯·施蒂纳联系在一起。第三类可见于赫伯特·斯宾塞早期的预言以及他的一些门徒（如沃兹沃斯·多尼斯索普）的思想中，他们认为在社会进化的过程中，国家将变得冗余。第四类保持了一种适度的利己主义，并通过提倡市场来解释社会合作，这类思想的追随者包括美国个人无政府主义者本杰明·塔克以及绿色无政府主义者亨利·戴维·梭罗。